# Marinho Peres
Mário Peres Ulibarri, meglio noto come Marinho Peres (Sorocaba, 19 marzo 1947 – Sorocaba, 18 settembre 2023), è stato un allenatore di calcio e calciatore brasiliano, di ruolo difensore.

## Carriera

### Giocatore
Iniziò a giocare nel São Bento, e nel 1967 si trasferì alla Portuguesa, con la quale giocò fino al 1972; trasferitosi al Santos, vinse il Campeonato Paulista nel 1973. Nel 1974 si trasferì al Barcellona, ma dopo una stagione nel campionato spagnolo di calcio tornò in Brasile, stavolta all'Internacional, dove vinse nel 1976 il Campeonato Gaúcho 1976. Si ritirò nel 1981 con la maglia dell'América di Rio de Janeiro.
Con la nazionale brasiliana giocò 11 partite, partecipando al campionato del mondo 1974 da capitano.

### Allenatore
Dopo il termine della carriera da giocatore, prese la guida della squadra con cui si era ritirato, l'América, fino al 1982. Nel 1986 guidò il Vitória Guimarães, nel 1987 il Belenenses e nel 1988 il Santos; nel 1989 vinse la Coppa del Portogallo alla guida nuovamente del Belenenses, e nel 1996 vinse la Taça Guanabara con il Botafogo. Nel 2006 ha allenato il Paysandu, sua ultima squadra.
Ha allenato anche la nazionale salvadoregna tra il 1999 e il 2000.

## Palmarès

### Giocatore

#### Club
- Campionato brasiliano: 1

Internacional: 1976
- Campeonato Paulista: 1

San Paolo: 1973
- Campeonato Gaúcho: 1

Internacional: 1976

### Allenatore

#### Club
- Coppa del Portogallo: 1

Belenenses: 1989
- Taça Guanabara: 1

Botafogo: 1996